# Bronsgravertje
Het bronsgravertje (Dyschirius semistriatus) is een keversoort uit de familie van de loopkevers (Carabidae). De wetenschappelijke naam van de soort werd in 1825 gepubliceerd door Pierre François Marie Auguste Dejean. De soort wordt ook wel in het geslacht Dyschiriodes geplaatst.